# گل راجیا
گل راجیا (انگلیسی: Flower of Rajya) نوعی پنیر است که از شیر غژگاو در نپال  و‌ توسط قبایل کوچ‌نشین تبتی با همکاری بنیاد تریس تهیه می‌شود.
شیر غژگاو داغ می‌شود و در دیگ‌های بزرگ مسی ریخته می‌شود، سپس پس از طی مراحل تولید پنیر در چرخ‌های پنیر بزرگ ۴.۵ تا ۵.۴ کیلویی ریخته می‌شود این پنیر در نمک سرخ تبتی جا می‌افتد و در پارچه و سبد‌های بامبو نگهداری می‌شود.